# Moustéru
Moustéru [musteʁy] (Mouteruz en breton) est une commune française située dans le département des Côtes-d'Armor en région Bretagne.

## Géographie
Moustéru se situe à 6 km de Guingamp. La commune est traversée par la départementale 787.
| Tréglamus |           | Plouisy |
|           | Moustéru  | Grâces  |
| Gurunhuel | Bourbriac | Coadout |

### Hydrographie
Pour un article plus général, voir Réseau hydrographique des Côtes-d'Armor.
La commune est située dans le bassin Loire-Bretagne. Elle est drainée par le Bois de la Roche, le Touldu et le Dour Meur,,.
Le Bois de la Roche, d'une longueur de 15 km, prend sa source dans la commune de Pont-Melvez et se jette  dans le Trieux à Ploumagoar, après avoir traversé sept communes. 

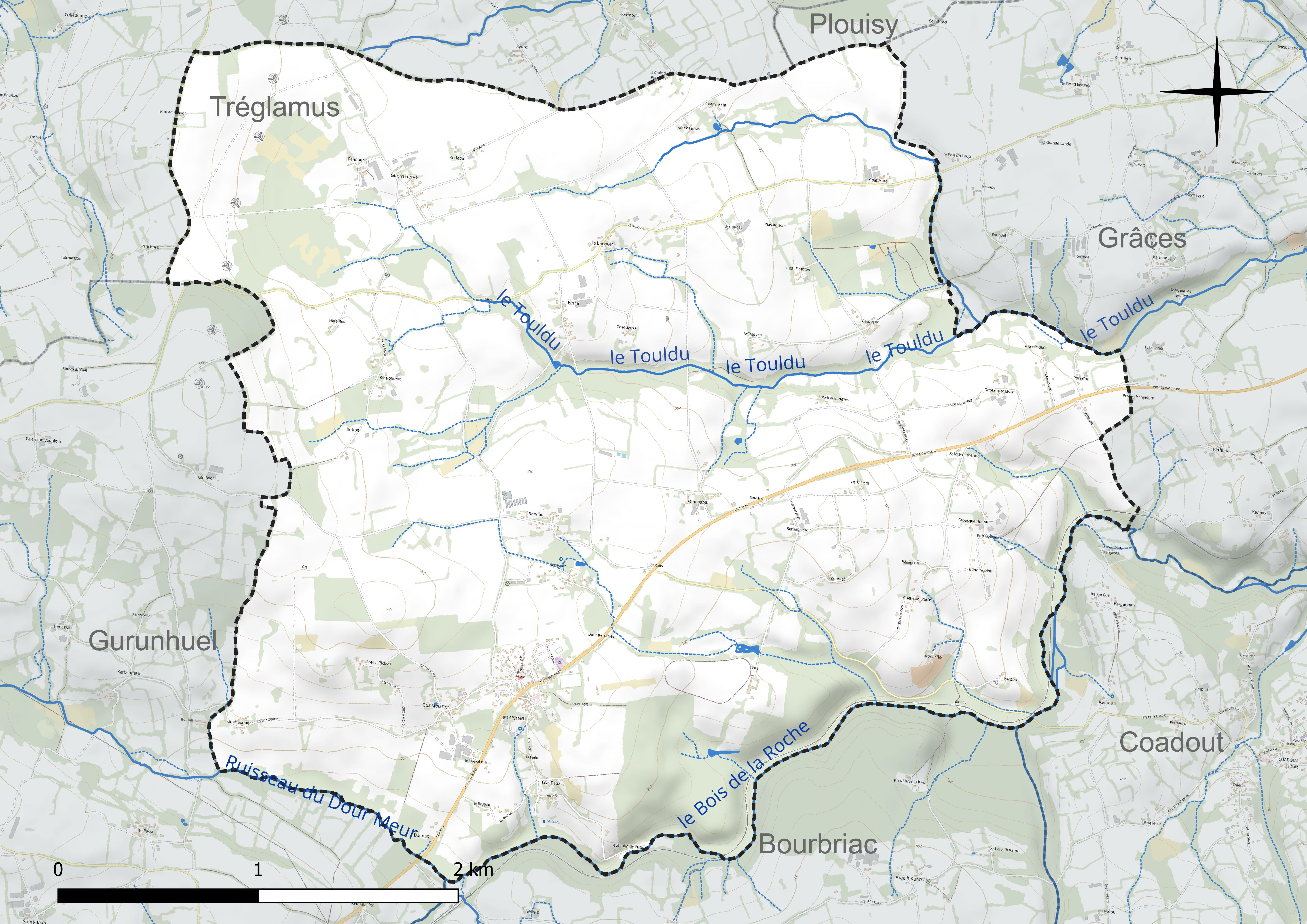
Réseau hydrographique de Moustéru.

### Climat
Pour des articles plus généraux, voir Climat de la Bretagne et Climat des Côtes-d'Armor.
En 2010, le climat de la commune est de type climat océanique franc, selon une étude du CNRS s'appuyant sur une série de données couvrant la période 1971-2000. En 2020, Météo-France publie une typologie des climats de la France métropolitaine dans laquelle la commune est exposée à un climat océanique et est dans la région climatique  Finistère nord, caractérisée par une pluviométrie élevée, des températures douces en hiver (6 °C), fraîches en été et des vents forts. Parallèlement l'observatoire de l'environnement en Bretagne publie en 2020 un zonage climatique de la région Bretagne, s'appuyant sur des données de Météo-France de 2009. La commune est, selon ce zonage, dans la zone « Intérieur », exposée à un climat médian, à dominante océanique.  
Pour la période 1971-2000, la température annuelle moyenne est de 10,5 °C, avec une amplitude thermique annuelle de 11,6 °C. Le cumul annuel moyen de précipitations est de 1 063 mm, avec 15,7 jours de précipitations en janvier et 8,2 jours en juillet. Pour la période 1991-2020, la température moyenne annuelle observée sur la station météorologique la plus proche, située sur la commune de Kerpert à 17 km à vol d'oiseau, est de 10,8 °C et le cumul annuel moyen de précipitations est de 1 088,9 mm,. Pour l'avenir, les paramètres climatiques de la commune estimés pour 2050 selon différents scénarios d'émission de gaz à effet de serre sont consultables sur un site dédié publié par Météo-France en novembre 2022.

## Urbanisme

### Typologie
Au 1er janvier 2024, Moustéru est catégorisée commune rurale à habitat dispersé, selon la nouvelle grille communale de densité à 7 niveaux définie par l'Insee en 2022.
Elle est située hors unité urbaine. Par ailleurs la commune fait partie de l'aire d'attraction de Guingamp, dont elle est une commune de la couronne,. Cette aire, qui regroupe 15 communes, est catégorisée dans les aires de moins de 50 000 habitants,.

### Occupation des sols
L'occupation des sols de la commune, telle qu'elle ressort de la base de données européenne d’occupation biophysique des sols Corine Land Cover (CLC), est marquée par l'importance des territoires agricoles (86,9 % en 2018), en diminution par rapport à 1990 (88,1 %). La répartition détaillée en 2018 est la suivante : 
terres arables (55,8 %), zones agricoles hétérogènes (30,2 %), forêts (10,4 %), zones urbanisées (2,7 %), prairies (0,9 %). L'évolution de l’occupation des sols de la commune et de ses infrastructures peut être observée sur les différentes représentations cartographiques du territoire : la carte de Cassini (XVIIIe siècle), la carte d'état-major (1820-1866) et les cartes ou photos aériennes de l'IGN pour la période actuelle (1950 à aujourd'hui).

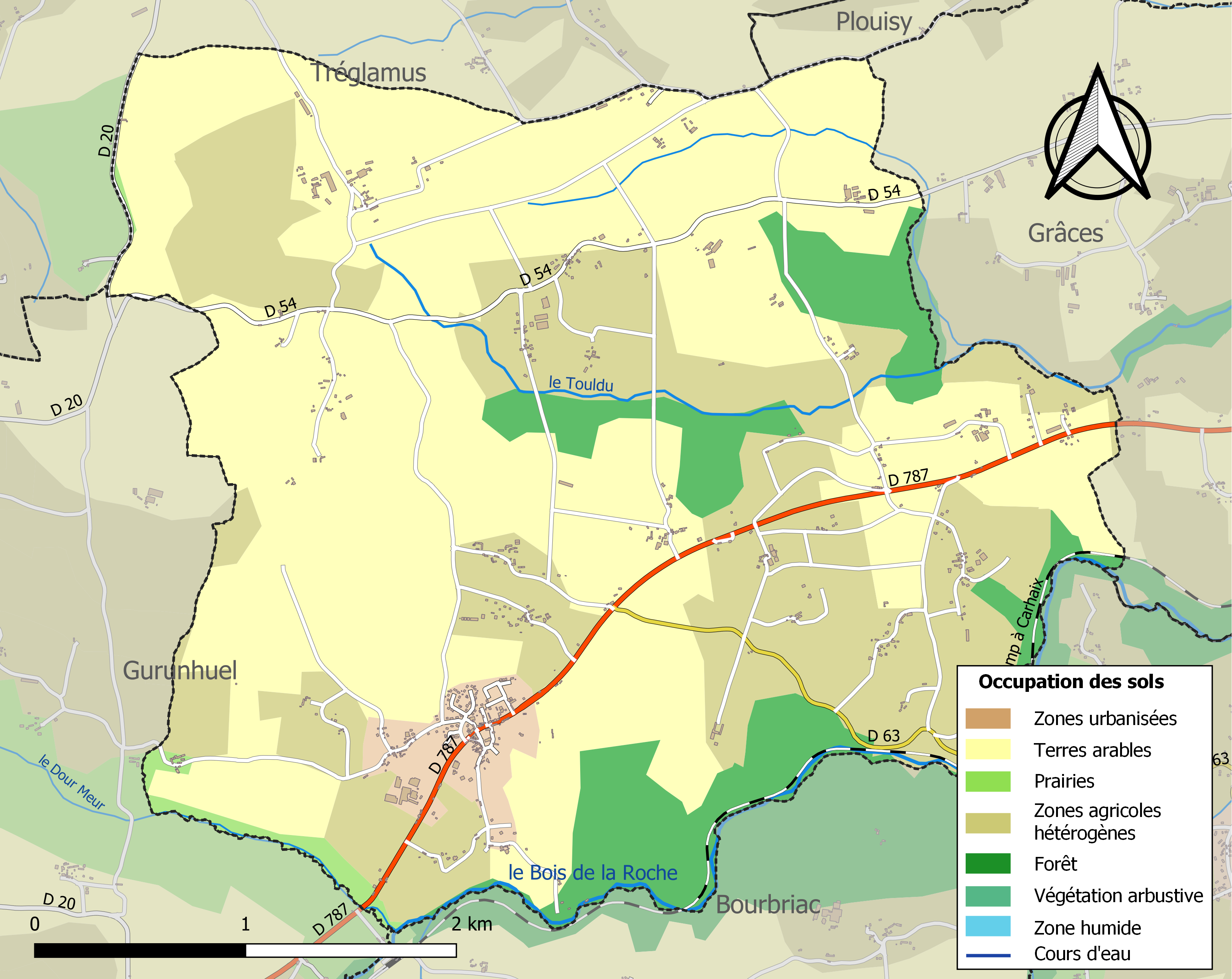
Carte des infrastructures et de l'occupation des sols de la commune en 2018 (CLC).

## Toponymie
Le nom de la localité est attesté sous les formes monasteriolum Rubeum en 1145, Mosterrus en 1272, Mouster Ruz en 1442, Cozmousterruz en 1465, Mousterus en 1481, Monsterreuz en 1630.
Moustéru vient du breton mouster (moine) et ruz (rouge). Le nom d’un « monastère rouge » apparaît en 1145 et devrait son nom au manteau rouge des Templiers dont on retrouverait des traces, non loin du bourg, au hameau de "Coz-Mouster" (« le vieux monastère »), mais Hervé Abalain pense que son nom viendrait de la couleur des tuiles plutôt que des Templiers.

## Histoire

### Les Templiers et les Hospitaliers
Le nom de la paroisse de Moustéru signifie, semble-t-il, Monastère Rouge (Mouster Ru), que la tradition populaire « place là un couvent de Templiers qui passa plus tard aux Hospitaliers de l'ordre de Saint-Jean de Jérusalem. »

### Le XXe siècle

#### Les guerres du XXe siècle
Le monument aux Morts porte les noms de 72 soldats morts pour la Patrie :
- 60 sont morts durant la Première Guerre mondiale.
- 10 sont morts durant la Seconde Guerre mondiale.
- 2 sont morts durant la Guerre d'Indochine.

## Démographie
L'évolution du nombre d'habitants est connue à travers les recensements de la population effectués dans la commune depuis 1793. Pour les communes de moins de 10 000 habitants, une enquête de recensement portant sur toute la population est réalisée tous les cinq ans, les populations de référence des années intermédiaires étant quant à elles estimées par interpolation ou extrapolation. Pour la commune, le premier recensement exhaustif entrant dans le cadre du nouveau dispositif a été réalisé en 2008.

En 2022, la commune comptait 642 habitants, en évolution de −4,18 % par rapport à 2016 (Côtes-d'Armor : +1,78 %, France hors Mayotte : +2,11 %).
| 1793 | 1800 | 1806 | 1821 | 1831  | 1836  | 1841  | 1846  | 1851  |
| ---- | ---- | ---- | ---- | ----- | ----- | ----- | ----- | ----- |
| 662  | 685  | 806  | 900  | 1 074 | 1 108 | 1 112 | 1 150 | 1 140 |

| 1856  | 1861  | 1866  | 1872  | 1876  | 1881  | 1886  | 1891  | 1896  |
| ----- | ----- | ----- | ----- | ----- | ----- | ----- | ----- | ----- |
| 1 116 | 1 186 | 1 259 | 1 219 | 1 257 | 1 208 | 1 243 | 1 097 | 1 190 |

| 1901  | 1906  | 1911  | 1921  | 1926 | 1931 | 1936 | 1946 | 1954 |
| ----- | ----- | ----- | ----- | ---- | ---- | ---- | ---- | ---- |
| 1 172 | 1 119 | 1 060 | 1 022 | 991  | 823  | 737  | 807  | 671  |

| 1962 | 1968 | 1975 | 1982 | 1990 | 1999 | 2006 | 2008 | 2013 |
| ---- | ---- | ---- | ---- | ---- | ---- | ---- | ---- | ---- |
| 614  | 537  | 511  | 597  | 609  | 594  | 660  | 679  | 698  |

| 2018 | 2022 | - | - | - | - | - | - | - |
| ---- | ---- | - | - | - | - | - | - | - |
| 650  | 642  | - | - | - | - | - | - | - |

## Lieux et monuments
Dans la même paroisse se trouve un village appelé Coz-Mouster, c'est-à-dire le Vieux Couvent.
- Église Notre-Dame, inscrite aux monuments historiques depuis 1925[26].
- Croix de Kergonien, inscrite aux monuments historiques depuis 1926[27].

## Personnalités liées à la commune
- Vincent de Kerleau (v. 1400-1476), religieux et diplomate.
- Yvonne Clech (1920-2010), actrice française, née à Moustéru.
- Marie-Louise Kergourlay, née en 1921 à Moustéru, résistante pendant la Seconde Guerre mondiale et militante communiste.
- Grégory Herpe, né en 1969 à Paris, photographe, dont la famille paternelle est originaire de Moustéru.